# Ibrahim Biçakçiu
Ibrahim Biçakçiu, född den 10 september 1905 i Elbasan i Osmanska Albanien (i Osmanska riket), död den 4 januari 1977 i Elbasan i Albanien, var en albansk politiker.